# Atrichobrunettia angustipennis
Atrichobrunettia angustipennis är en tvåvingeart som först beskrevs av Tonnoir 1920.  Atrichobrunettia angustipennis ingår i släktet Atrichobrunettia och familjen fjärilsmyggor. Inga underarter finns listade i Catalogue of Life.